# Estación Enrique Hermitte

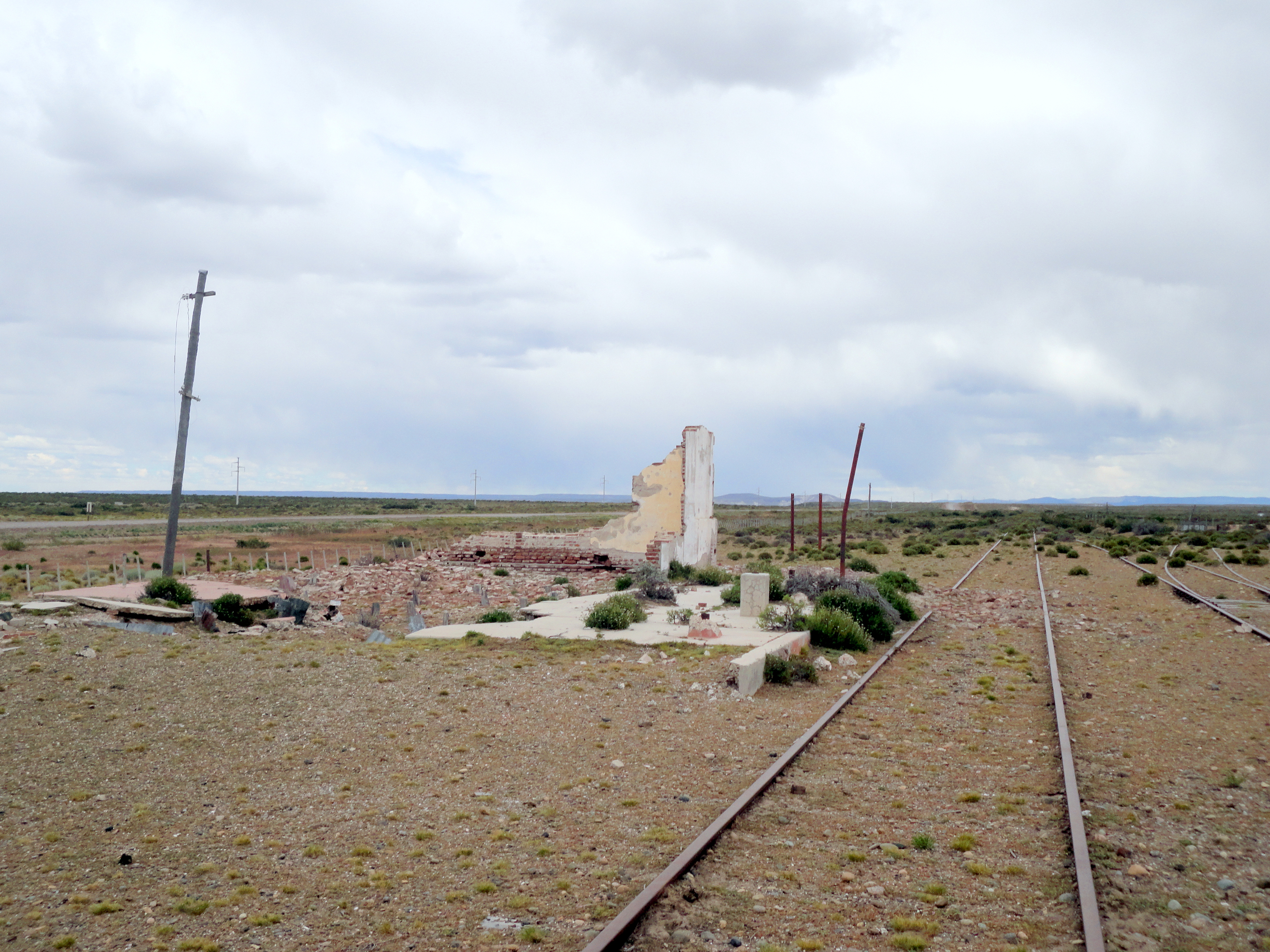
Ruinas de la estación km 162 aún con vías, postes del telégrafo-teléfono y su cartel nomenclador incompleto.

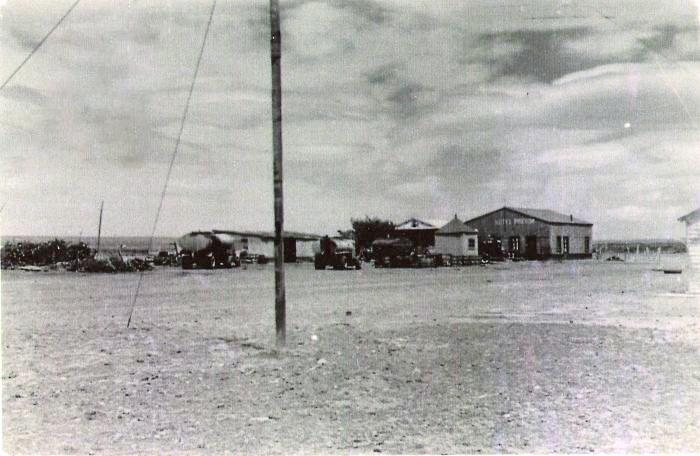
vista parcial del incipiente pueblo que se desarrolló en torno a la estación

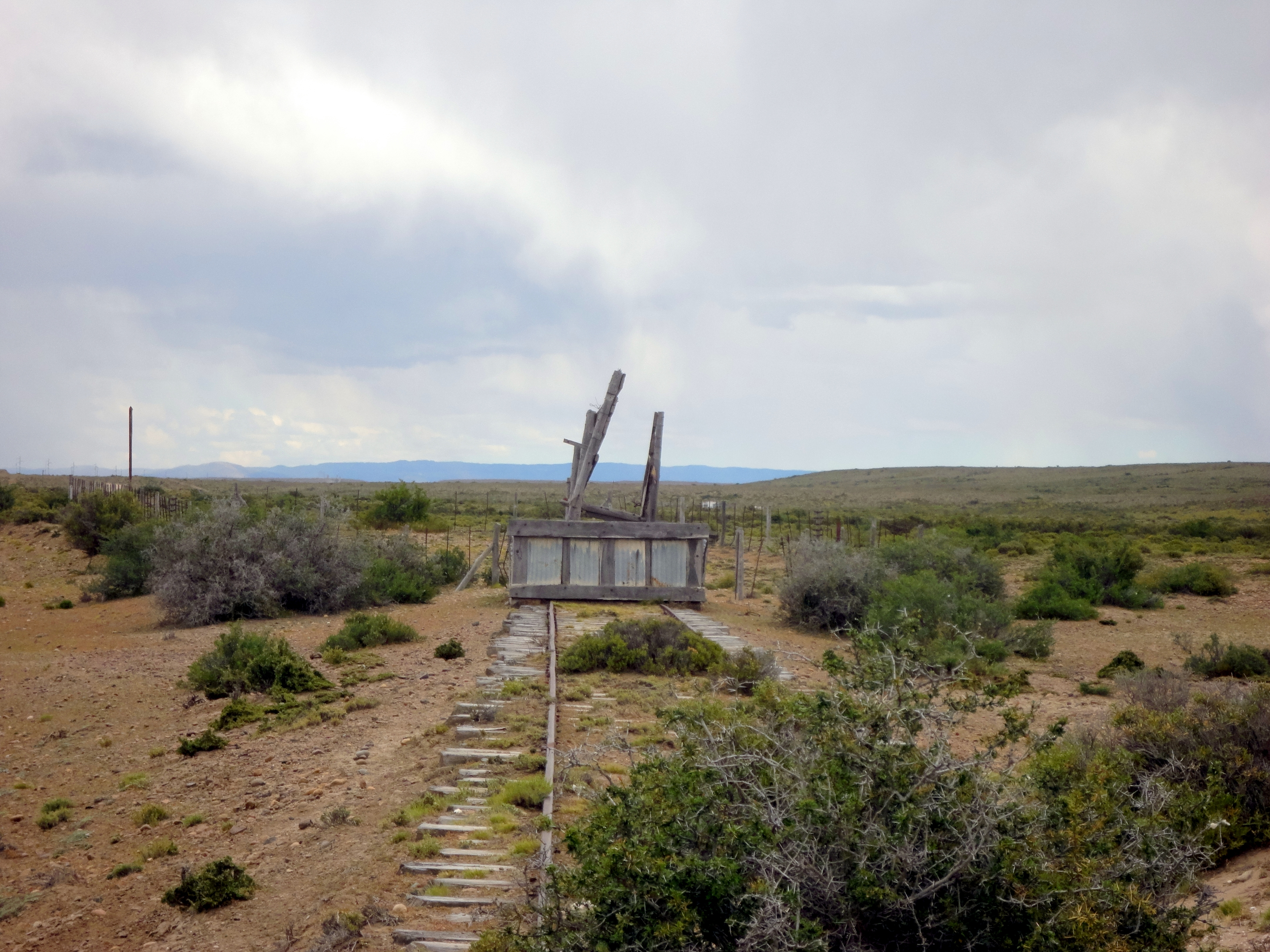
Rampa de costado superviviente en uno de los desvíos

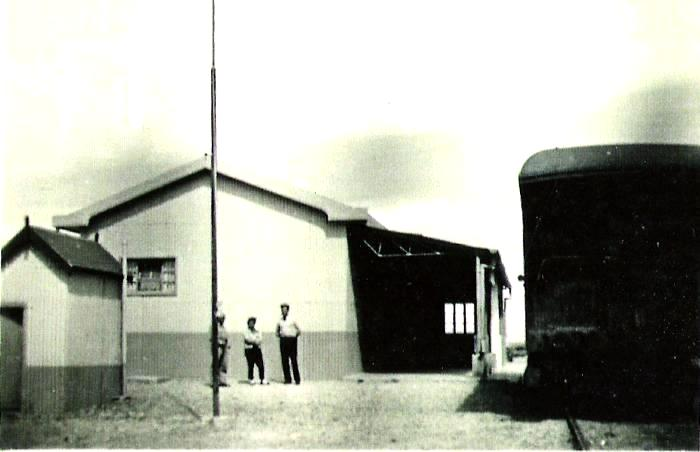
Vista lateral de la estación recibiendo una formación ferroviaria

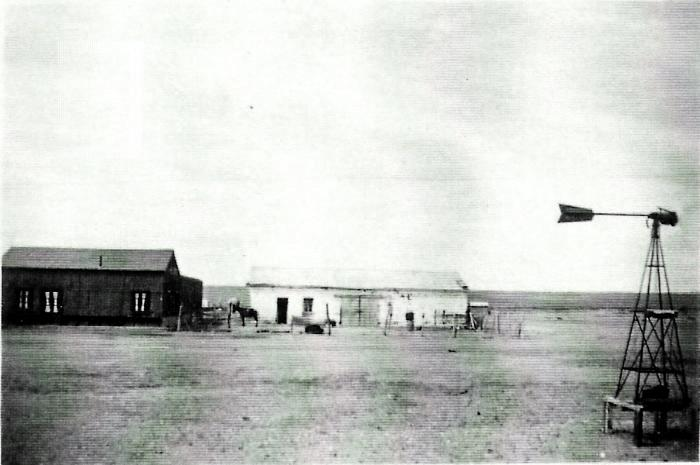
Alrededores de la estación con presencia de animales domésticos de granja

Enrique Hermitte era una estación ferroviaria del Ferrocarril de Comodoro Rivadavia que unía a esta localidad con Colonia Sarmiento, ambas en la provincia de Chubut (Argentina).
La estación Enrique Hermitte se erigió en el kilómetro 162 del ferrocarril y se constituyó como uno de los puntos claves de la línea ferroviaria por ser un convergente de tráfico de pasajeros y cargas. Gracias a esta ubicación, desde Enrique Hermitte se pudo canalizar hacia Comodoro los movimientos de cargas y pasajeros que surgían desde la cordillera que se dirigían a través de la actuales rutas Provincial 20 y Nacional 26 . A su vez, el intenso movimiento del que gozó la estación creó un poblado con un centro poblacional. El mismo se desarrolló en torno a la estación y tuvo la capacidad de brindar servicios de atención para automovilistas que transitaban por este importante cruce de rutas.

## Toponimia
El nombre de la estación es en honor a Enrique Martín Hermitte, un ingeniero argentino (nacido en Buenos Aires) que organizó y dirigió la Dirección General de Minas e Hidrología, dependiendo del Ministerio de Agricultura.
Por otra parte, contó con el nombre inicial de Parada Km 162; el cual tiene dos aspectos diferenciados: el primero está dado por la progresión que aquí alcanzan las vías respecto de la estación matriz 162,4 desde la estación matriz. En tanto, el segundo componente se explica porque en un principio Km 163 o 162 (según diferentes documentos) se erigió solo como una parada simple sin infraestructura. No obstante, al ganar demanda y tráfico este punto pasó de una condición precaria y sencilla a ser una de las estaciones más importantes del ferrocarril con mucha infraestructura.Luego de este crecimiento se perdió la palabra Parada de su nombre original y se la renombró Enrique Martín Hermitte, pero se continuó usando el apodo de Km 162 para referirse al lugar y a la estación. De este modo, diferentes documentos y mapas alternaron ambos nombres. Finalmente, luego del cierre del ferrocarril y con el núcleo del poblado ya desaparecido; la poca población que rodea a la zona rural persistió solo con la denominación de Km 162.      
El uso del nombre Enrique Hermitte fue notoriamente inferior en los documentos del ferrocarril. Esto se debe a que este nombre fue tardíamente incorporado e incluso no figuró en la vasta nomenclatura de nombres de estaciones para 1942.De este modo, diferentes documentos se abocaron más a llamar a la estación por Kilómetro 162 como lo demuestran los itinerario e informes analizados a pesar de no ser una parada y tener un importante edificio de estación.   

## Historia

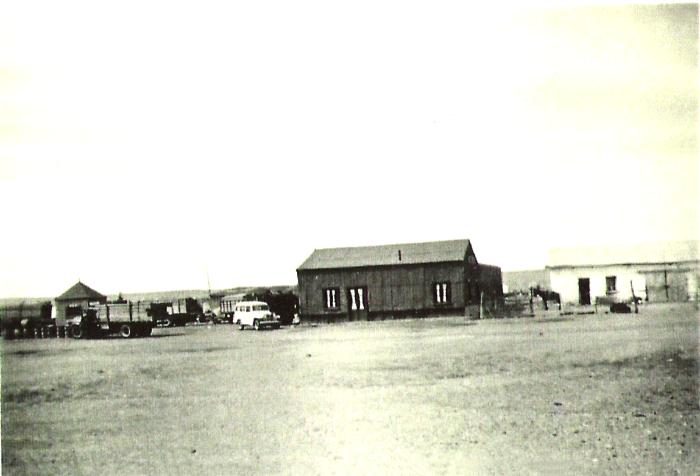
La estación rodeada de construcciones y con presencia de caballos en los años 1950.

Los rieles se tendieron hasta la zona cercana a la estación desde septiembre de 1912. No obstante, desde Enrique Hermitte en adelante los obreros ferroviarios se toparon con una geografía complicada. La misma representó un gran desafío de construcción a través de cerros y ríos que requirieron gran destreza manual de los constructores. Luego de sortear los obstáculos naturales los trabajos fueron abandonados al arribar a Sarmiento para 1914. Sin embargo, esto permitió que la línea de casi 200 kilómetros fuera inaugurada, mediante un tren especial que tardó 5 horas, el 25 de mayo de ese año.
Enrique Hermitte fue un importante punto de explotación petrolera, el hidrocarburo era transportado desde esta estación por tren hasta las refinerías o el puerto.
En los alrededores del a estación se desarrolló un poblado denominado Kilómetro 162 y posteriormente denominado Enrique Hermitte Km 162 junto con la estación. A partir de la segunda mitad del siglo XX el poblado decayó rápidamente a causa de la merma del ferrocarril frente a los automóviles. 
En 1949 la parada recibió mejoras decisivas y pasó a ser estación puntual. En el informe se la nombra como Estación Parada Km 162, punto convergente del tráfico de pasajeros y cargas desde la cordillera. Por este motivo, se construyó un galpón para cargas por ser una de las estaciones claves del ramal. Además, todo el ferrocarril recibió nuevos vagones para la carga de ganado, mientras que el transporte de lana ya no era significativo. En este informe ya se advertía la fuerte competencia con el transporte automotor que empezaba a afectar a toda la zona.
Aún para 1951 su población era contada entre las pocas localidades que la línea Comodoro Rivadavia a Colonia Sarmiento recorría. Para 1957 las únicas poblaciones considerables del ramal se concentran en torno a Comodoro y Sarmiento; estando todas las demás poblaciones como esta consideradas de poca relevancia o ya despobladas.
Para 1960 un informe de instrucciones en el Itinerario del FC Patagónico señalaba que el estado riesgoso del tendido ferroviario pasando esta estación. Se marcaba que entre los kilómetros 169 y 170 había riesgo de desmoronamientos tierra, siendo la velocidad máxima permitida 20 kilómetros por hora para las formaciones que por allí transitaran.
Hasta los años 1960 los productores la zona sur del valle de Sarmiento, adyacente al lago Colhué Huapi, traían gran cantidad de producción rural de sus campos que eran en ese entonces productivos al pueblo de la estación. La producción era tal que las estancia podían elaborar quesos para vendían en el extinto pueblo por situarse al sureste del valle de Sarmiento.Sin embargo, el poblado que surgió en tornó a la estación ya estaba desaparecido práctica o simplemente era un paraje sin importancia cuando el Instituto Geográfico Militar Argentino elaboró uno de los mapas más descriptivos e importantes del ferrocarril en el año 1962. El mismo describía los ramales del ferrocarril y los puntos más relevantes para ese año; no figurando Enrique Hermitte.
La estación formaba parte del Ferrocarril de Comodoro Rivadavia que comenzó a funcionar en el año 1910 y que fue cerrado definitivamente en el año 1978. 
Luego del cierre definitivo del ferrocarril en 1978, todas las instalaciones sobrevivieron algún tiempo intactas. Sin embargo, en años posteriores la estación fue depredada y su población abandonó el lugar. Esto posibilitó que particulares la vandalizaran, quedando solo en pie su tanque de agua entre otras ruinas.
Para los años 1990 las estaciones y apeaderos del ferrocarril tenían sus instalaciones aun conservadas. Cada punto del ferrocarril tenía caminos y eran de fácil acceso. A pesar de estar en tierras privadas eran accesibles. Todos estos puntos se constituían como museos a cielo abierto; que gracias a sus basureros históricos daban muestras de como era la vida cotidiana en los pueblos del ramal. De todos los pueblos que tuvo este ferrocarril, Cañadón Lagarto era el que más basura histórica tenía. Gracias a su tamaño y población que tuvo el pueblo, se podía encontrar diversas antigüedades. Lamentablemente, la industria petrolera alteró las condiciones y el más grande de los basural histórico se fue perdiendo. El golpe de gracia de este y la mayoría de estos lugares histórico vino con el levantamiento ordenada por Das Neves en 2006.
Algunos de los elementos que fueron registrados por los visitantes: gran cantidad de botellas de vidrios importadas  y con las inscripciones en inglés, metales y maderas. Uno de los hallazgos más relevantes en esta localidad fue la aparición de una pequeña botellita de vidrio para medicamentos, con la inscripción grabada en relieve: “YPF. Hospital Presidente Alvear. Comodoro Rivadavia”.
Las diferentes gestiones políticas prometían reactivar  el ramal o construir un ferrocarril Patagónico nuevo. Sin embargo, las promesas de campañas no duraron muchos, dado que el levantamiento del ramal Comodoro Rivadavia – Sarmiento fue solicitado en julio de 2004 por el Gobierno provincial de Mario Das Neves al Organismo Nacional de Administración de Bienes del Estado. La autorización se obtuvo a comienzos del año 2005 por medio del subsecretario de Transporte Ferroviario de la Nación, Julio Tito Montaña.
Los restos que perduraban de la línea comenzaron a ser desmontados desde 2005 hasta 2006 por la firma Natura Ecology, en el marco de un convenio con la Secretaría de Turismo, por el cual la empresa se comprometía a desmontar el ramal y trasladar 46 mil durmientes a la localidad de El Maitén para rehabilitar La Trochita. El costo de ese trabajo era de 700 mil pesos y sería pagado con rezagos del desguace. El convenio mencionado no fue tratado por la Legislatura Provincial. La tramoya política produjo la pérdida de tramos históricos que perdieron los rieles y durmientes; dicha maniobra se ejecutó sin dar aviso a los pobladores que nada sabían sobre la compra de rieles, y que consideraban al mismo como patrimonio histórico de la región. Además, el convenio no fue respetado y 46 mil durmientes y vías a no llegaron a El Maitén. El funcionario encargado de la Secretaría Juan Carlos Tolosa fue desvinculado de su cargo. En el año 2006  el levantamiento había arrasado casi todo lo que quedaba de la línea ferroviaria para ser desarmado con fines inciertos. Ese año la justicia intervino para detener en esta estación el levantamiento de vías y durmientes del ferrocarril, ya que no se cumplieron con los requisitos estipulados por ley. De este modo, se pudo conservar, casi en su totalidad, los últimos 30 kilómetros de vías históricas desde km 162 hasta inmediaciones de Sarmiento.

## Funcionamiento

### Itinerarios históricos
El análisis de itinerarios de horarios lo largo del tiempo confirman que el flujo de tránsito de trenes regular de entre los principales del ferrocarril. 
El primer informe de horario publicado en 1920 con datos vigentes desde enero de 1918 expuso que trenes mixtos partían los lunes y jueves desde Comodoro a las 8:00 horas, pasando por Enrique Hermitte a las 15:15 y arribando 16:30 a Sarmiento. Mientras que el regreso era los martes y viernes desde Sarmiento a las 8:00 horas, visitando Enrique Hermitte 9:15, con arribo a Comodoro a las 15:50. Por otra parte, para arribar a Colhué Huapi se precisaban 35 minutos y para llegar a Valle Hermoso 40 minutos. Como dato llamativo, la estación fue notada como Parada Kilómetro 163; denotando una variación en el kilometraje y su origen precario antes de pasar a ser estación. Por último, figuró en el tarifario del ferrocarril como punto de cobro del pasaje a pesar de ser una parada.
En 1928 el ferrocarril realizaba 2 viajes los lunes y jueves. El tren mixto a vapor arribaba a Enrique Hermitte, tras partir de Comodoro Rivadavia a las 9, a las 15:40. Estaba separada de Colhué Huapi por 42 minutos y de Valle Hermoso por una corta distancia que era cubierta en 38 minutos. Este itinerario llamó a la estación Parada Kilómetro 163. 
En 1930 la situación no varió respecto al itinerario de 1928.

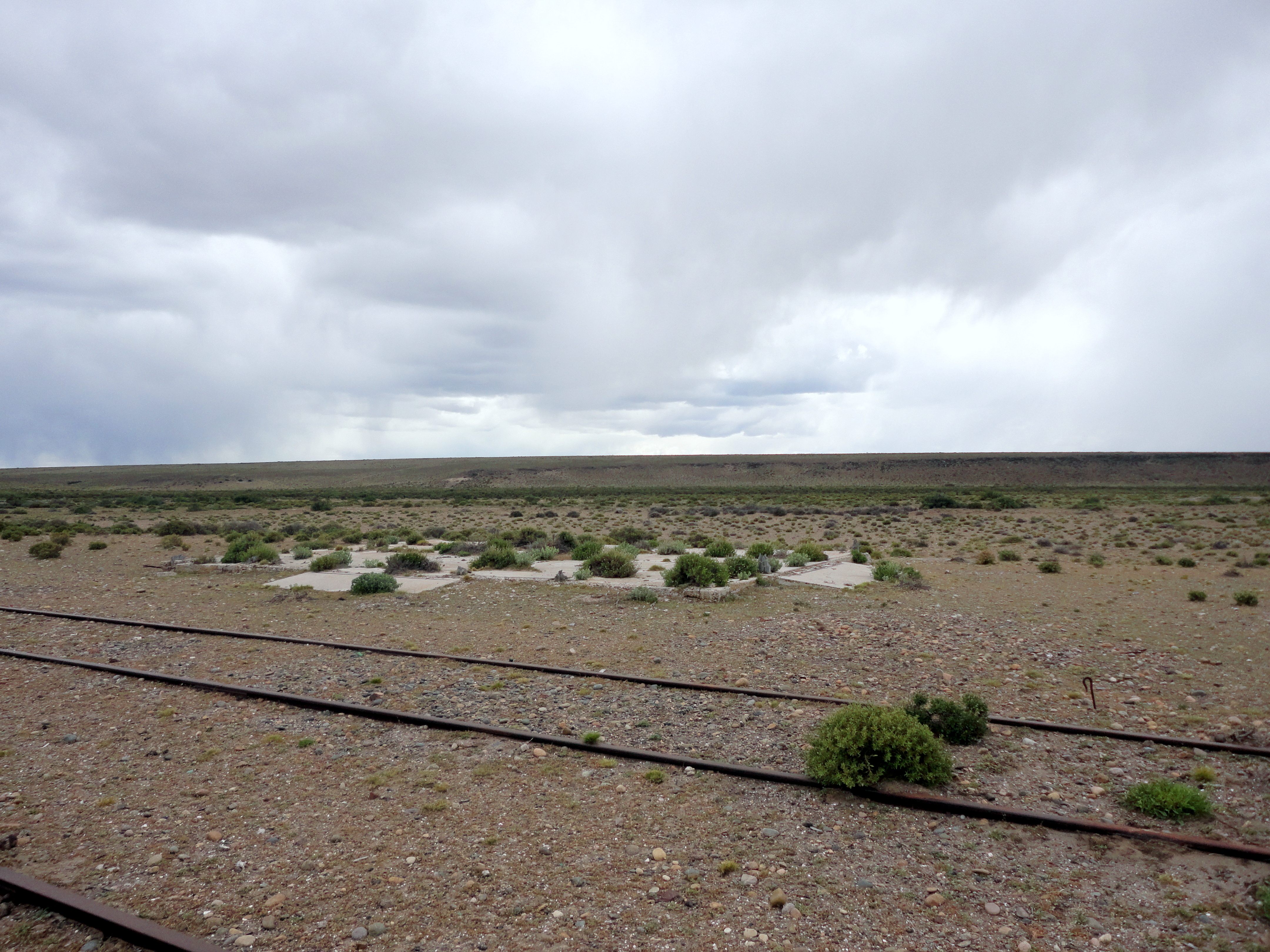
Al costado de las vías algunos terraplenes apenas visibles de lo que fuera un pueblo o instalaciones ferroviarias.

El itinerario de 1934 brindó información de la sección del servicio suburbano que era ejecutado por trenes mixtos los días lunes y jueves junto con el viaje a Sarmiento. El viaje a vapor tuvo mejorías en los tiempos en general. Partía a las 9 de Comodoro para arribar a Sarmiento 16:50. En tanto, la vuelta se producía los días miércoles y sábados desde las 9 con arribo a estación Comodoro a las 16:35. El tren alcanzaba este punto a las 15:32. Mientras que la distancia con Colhué Huapi se hacía en 40 minutos y para arribar a Valle Hermoso se requerían 30 minutos. 
Este itinerario mostró por primera vez a las estaciones circundantes reducidas a apeaderos o clausuradas.
Para el itinerario de 1936 arrojó el único cambio significativo: la reducción de días de servicio, pasando a solo los lunes para regresar desde Sarmiento el miércoles. La situación de declive de la zona de influencia que se evidenció en el itinerario anterior continuó, pero no afectó a la estación.
Desde 1938 el itinerario expuso por primera vez una extensa red servicio suburbano que recorría la zona norte de Comodoro. Gracias a las últimas mejoras que recibió el ferrocarril, con la incorporación de ferrobuses, se logró que el servicio de pasajero y cargas ligeras reciba la mejora en el tiempo del trayecto que pasó de casi 8 hs a alrededor de 4 hs. Gracias a la nueva tecnología, partiendo desde estación matriz a las 16:30,  se pudo alcanzar este punto a las 19:49. En cuanto a las distancias con los puntos vecinos se cubrían en 26 minutos a Valle Hermoso y en 17 minutos con Colhué Huapi. Los días de servicios fueron ampliados y ejecutados los lunes, miércoles y viernes partiendo desde Sarmiento a las 7:45 para arribar a Comodoro a las 11:11, para luego volver a salir desde Comodoro a las 16:30 y arribar a Sarmiento a las 20:35. Por último, a partir de este documento la estación fue renombrada a Kilómetro 162 (Estación)
El itinerario de Ferrocarriles del Estado del 15 de diciembre de 1940. Todos los viajes de todas las líneas pasaron a operarse con ferrobuses. El viaje principal partía los domingos desde Comodoro a las 7:08, pasando por este punto a las 10:14y arribando a Sarmiento a las 10:45; mientras que había otro viaje que partía todos los días menos domingos desde las 16:30, paso por este punto a las 19:46 y llegada a Sarmiento a las 20:25. En tanto, el viaje desde Sarmiento se producía los domingos desde las 17:45 con arribo a Comodoro a las 20:58; mientras que el viaje que corría todos los días menos domingos lo hacía desde las 7:45 con llegada a las 11:11 a Comodoro. A pesar de permanecer en una zona de baja actividad y que dejaba al a estación entre puntos clausurados; Enrique Hermitte mantuvo su obligatoriedad en los servicios del ferrocarril y gran actividad. Por último, el documento se refirió a este elemento como Parada Kilómetro 162 y con edificación erigida a la izquierda de la vía.  
Otro itinerario de trenes de 1946 hizo alusión detallada a los servicios del ferrocarril. Las condiciones siguieron iguales en el viaje de larga distancia para pasajeros como en el itinerario anterior. La situación de la estación mejoró, dejando de figurar como clausuradas las estaciones circundantes. El ferrocarril disponía de un servicio de pasajeros diario y otro para los domingos. En el viaje dominical la estación apareció como parada opcional por primera vez en su historia; mientras que en el diario fue parada obligatoria. Por otro lado, el itinerario realizó también la descripción del servicio de cargas a Sarmiento. Este se ejecutaba en forma condicional los lunes, miércoles y viernes. El viaje se hacía con un formación a vapor y partía desde Talleres a las 9:40 para llegar a destino a las 17:40. El tren arribaba, con parada obligatoria, a Enrique Hermitte  a las 16:30 para volver a salir a las 15:35. Para comunicar la distancia que existía con Valle Hermoso al tren le tomaba 1:12, mientras que para unirse con Colhué Huapi se requerían 30 minutos.
El mismo itinerario de 1946 fue presentado por otra editorial y en el se hace mención menos detallada de los servicios de pasajeros de este ferrocarril. En el documento se aclaró que la mayoría de los ferrobuses pararían en puntos adicionales que los pasajeros solicitaran para ascender o descender. Las tarifas se cobraban desde o hasta la estación más próxima anterior o posterior. Las mismas mantuvieron los valores y secciones de 1938. En este documento este punto fue llamado: Estación Kilómetro 162, diferenciándose del itinerario homónimo.
El 10 de diciembre de 1948 fue presentado un itinerario que no representó grandes variaciones respecto del presentado en 1946. Sin embargo, la gran diferencia con el anterior documento estuvo en el viaje de cargas que recorría la línea completa desde Comodoro a Sarmiento; y no partía desde Talleres como en el itinerario anterior. De este modo, el viaje de cargas partía sin un día estipulado, en forma condicional desde Comodoro a las 9:30, paso por este punto a las 16:30 y arribo a Sarmiento a las 18:05. En tanto, la vuelta desde Sarmiento se producía desde las 10:20 con arribo a estación Comodoro a las 20:25. Por otro lado, el viaje de pasajeros operado por los ferrobuses a Sarmiento desde las 7hs siguió mostró la sería retracción desde Estación Pampa del Castillo hasta Sarmiento todos los puntos se mostraron como paradas optativas. Sin embargo, en el otro viaje que partía desde las 9 hs la cantidad de elementos optativos era sensiblemente menor y la estación apareció como parada obligatoria del servicio. Por último, el itinerario se refirió a este punto como Kilómetro 162 (Estac.).

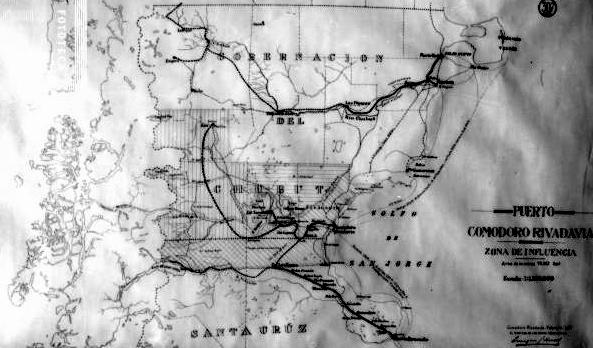
Zona de influencia del Puerto Antonio Morán en sus inicios y de cada ferrocarril en Chubut. Nótese la convergencia desde el centro sur de la provincia que también captaba los movimientos de la fértil cordillera hacia la estación Km 162, hecho que la volvió uno de los puntos más importantes.

Por otro lado, una sección del informe de horarios de noviembre de 1955  describió el servicio suburbano. En ella se detalló este servicio que poseía puntas de rieles en COMFEPET, km 27 y km 20. Pasando a ser Diadema punta de riel del servicio suburbano que iba hasta Escalante, estación que dejó de ser visitada frecuentemente en favor de Diadema. De este modo, por el truncamiento de la línea a Escalante este punto ya no fue mencionado y visitado.
No obstante, pese a perder Escalante el servicio suburbano; el ferrocarril ideó en los domingos un viaje especial. El mismo tuvo el carácter de recreo y trató de mantener turismo en diferentes puntos de la línea. El ferrobús partía el domingo a las 6:00 de Comodoro, arribaba a esta estación 9:32 como parada opcional, y finalizaba en Sarmiento a las 10:00 horas. En el mismo día, se emprendía el regreso desde Sarmiento a partir de las 17:30. Esto daba lugar que los visitantes permanecieran buena parte del día disfrutando en los diferentes destinos seleccionados. El regreso a este punto era a las 18:08, pudiendo disfrutar de toda una jornada en esta estación como en otros puntos del ferrocarril. Asimismo, el viaje del domingo, llamativamente, arrojó que la única estación que tuvo parada obligatoria de los servicios ferroviarios de pasajero en el tendido desde Diadema a Sarmiento, fue Cañadón Lagarto. En los otros 3 viajes: lunes, viernes y uno sin especificar por ser diario o condicional quizás; siguió siendo parada obligatoria en todos en todos sus servicios. Además, el itinerario mostró que el servicio de pasajero y cargas empeoran levemente los tiempos. Los ferrobuses arribaban en 3:32 minutos. Luego, unían en 18 minutos este punto con la vecina Valle Hermoso y 16 minutos con Colhué Huapi. Finalmente, el itinerario nominó a este punto como Kilómetro 162.

### Registro de boletos
Una extensa colección de boletos confirmó a esta estación como punto concurrido. En los boletos figura como Enrique Hermitte.

## Infraestructura
El equipamiento de esta estación es descripto en dos documentos. El primero es el itinerario de 1934; en el se señala que tenía un apartadero de 186 metros de largo y un tanque de 45m³. La zona de la estación era crucial por su agua que está a baja profundidad. Esto se debe que el ferrocarril en 200 kilómetros de desierto patagónico solo podía abastecer sus locomotoras a vapor en este punto, Kilómetro 117, Escalante, Pampa del Castillo y la terminal de Sarmiento.
El segundo documento el año 1958 describe una estación completamente ampliada que operaba con todos los servicios del ferrocarril:  pasajeros, encomiendas, cargas y haciendas (P.E.C.H). Además, su infraestructura estaba entre las más completas del ferrocarril. Solo esta estación, Sarmiento (desactivada en 1973) , Escalante (Devenida en apeadero para 1965), Comodoro Rivadavia (Cerrada para inicios de los años 1970), km 5, Astra y Diadema poseían la misma infraestructura o más completa que permitía brindar todos los servicios ferroviarios. Esto teniendo en consideración que de las cuatro últimas mencionadas eran parte del ejido urbano de Comodoro.
Se encontraba a aproximadamente 350 metros sobre el nivel del mar. Vinculado con la estación existía:
- Tanque de 45m³.
- Rampa de costado.
- Apartadero de 186 metros de longitud.
- Caseta para las cuadrillas: hoy destruida. La misma consistía de una  vivienda de material para el personal ferroviario de Vías y Obras. Fue edificada de espaldas al viento, con dos habitaciones amplias y dos menores a los lados. Se pueden encontrar otras idénticas con diferente conservación en las estaciones Escalante, Cañadón Lagarto, Holdich, Valle Hermoso, Sarmiento y Colhué Huapi.[32]

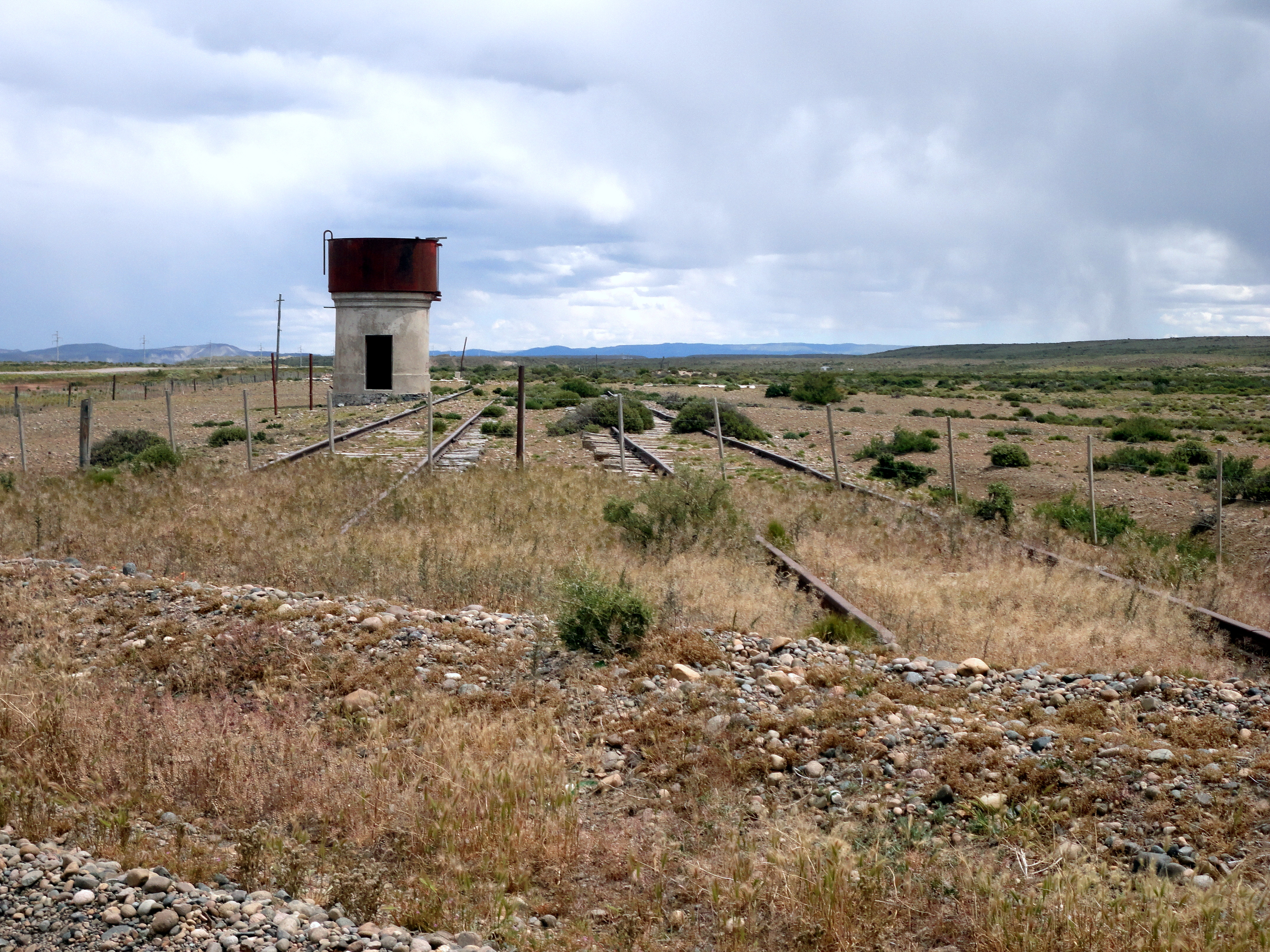
Vista del tanque de agua intacto de la exestación km 162.

## Galería
|                             |
| Restos del poblado km. 162. |

|                                                                  |
| Vestigios de la explotación petrolera que hubo en Kilómetro 162. |

|                                                                             |
| Rieles de 1910 en proximidades a la desaparecida estación Enrique Hermitte. |

| |
| Vías ferroviarias sobrevivientes antes del a estación. Una parte fue rellenadacon ripio para permitir el paso de la ruta provincial. Sin embargo, el tramo previo a este curso fue desmantelado durante el 2005. |

|                           |
| Apartadero con 2 desvíos. |

|                                                                                 |
| Mapa de los puntos más relevantes del ferrocarril en 1962 sin Enrique Hermitte. |